# Rosinka
Rosinka je potok na Horním Pováží, v okrese Žilina. Je to levostranný přítok Váhu a je vodním tokem III. řádu. Potok Rosinka (dříve uváděný název Višňovka) vytéká z Višňovské doliny v Malé Fatře v povodí Váhu. Představuje unikátní lokalitu s velkou přírodní zachovalostí, s bohatým zastoupením vícera vzácných čistomilných druhů makrozoobentosu.

## Pramen
Pramení v Lúčanské Fatře na SZ úpatí vrchu Minčol (1364 m n. m.) ve výši 940 m n. m.

## Popis toku
Od pramene teče SZ směrem Višňovskou dolinou. V podobě bystřiny se asi po 3 km dostává v nadmořské výšce cca 550 m n. m. do Žilinské kotliny a zároveň obce Višňové, kde přibírá několik přítoků. Jeho tok vytváří přirozenou nivu, kde je soustředěna zástavba, rozšiřující se ve středu obce. Rosinka zde ještě přibírá vody levostranného Mlynárova potoka a pravostranného přítoku, nazývaného Jarok. Na konci Višňového je nadmořská výška 420 m n. m. a snižuje se i sklon toku. Přibližně 7 km od pramene se tak bystřina zpomaluje a vtéká do obce Rosina.
Zde je údolí potoka již široké a poskytuje prostor pro rozvoj obce. Mírně klikatým tokem se v dolní části obce odklání od hlavní silnice, vedoucí do Žiliny, aby v nadmořské výšce cca 370 m n. m. opustila obec. V rovinatém prostředí ještě přibírá levostrannou Malou vodu, jediný významnější přítok v obci.
Po kilometru klidného toku loukami se dostává do obytné zástavby žilinské městské části Trnové. Zde přibírá pravostrannou Trnovku a vtéká do části Rosinky. Rovinaté břehy zde vystupují a vytvářejí bránu, kterou Rosinka vtéká do Váhu, upraveným korytem přímo pod přehradní zdí Vodního díla Žilina. Vody, posbírané ze SZ svahů Lúčanské Malé Fatry odevzdává největší slovenské řece po více než 10 km putování severozápadním směrem a po překonání výškového rozdílu 600 metrů.